# Ucon
Ucon est une ville des États-Unis appartenant au comté de Bonneville, dans l'État de l'Idaho. Sa population était de 1 108 habitants lors du recensement de 2010.